# El Líbano
El Líbano är en ort i Mexiko.   Den ligger i kommunen Cuautepec och delstaten Guerrero, i den södra delen av landet, 300 km söder om huvudstaden Mexico City. El Líbano ligger 53 meter över havet och antalet invånare är 333.
Terrängen runt El Líbano är platt åt sydväst, men åt nordost är den kuperad. Runt El Líbano är det glesbefolkat, med 19 invånare per kvadratkilometer. Närmaste större samhälle är Copala, 9,5 km sydost om El Líbano. I omgivningarna runt El Líbano växer huvudsakligen savannskog.